# Cerium
Cerium er det 58. grundstof i det periodiske system, og har det kemiske symbol Ce. Under normale temperatur- og trykforhold ligner dette metal jern, men det er langt blødere og mere formbart.

## Kemiske egenskaber
Rent, metallisk cerium "anløbes" (iltes) hurtigt ved kontakt med atmosfærisk luft, og kan endda bryde i brand hvis man skraber i det med f.eks. en kniv. Cerium reagerer også villigt med syrer, baser og pH-neutralt vand, om end reaktionen med koldt vand forløber langsomt. Af alle de sjældne jordarter er det kun europium der er mere reaktionsvilligt end cerium.
Cerium danner kemiske forbindelser hvor det har oxidationstrin +3 eller +4: Cerium-salte med cerium i oxidationstrin +3 er orangerøde eller gule, mens salte med cerium i oxidationstrin +4 almindeligvis er hvide.
I fast form antager cerium en af fire krystalstrukturer, kaldet α, β, γ og δ:
- Ved temperaturer under −196 °C forefindes cerium i α-formen
- Mellem −196 °C og −23 °C antager stoffet sin β-form
- Mellem −23 °C og 726 °C indtræder γ-formen, og
- Ved temperaturer over 726 °C overgår stoffet til δ-formen.

## Tekniske anvendelser
Cerium i dets metalliske form indgår i en række legeringer, bl.a. sammen med aluminium. I støbejern modvirker det dannelsen af grafit, og gør jernet mere formbart, og i stål reducerer det oxider og sulfider i materialet. Magnesiumlegeringer danner mindre krystaller hvis de tilsættes cerium samt zirconium; det gør det lettere at støbe legeringen i komplekse faconer. Cerium indgår også i legeringer der bruges til at lave magneter af, og i de elektroder der anvendes i TIG-svejsning. De "sten" der danner gnisten i visse typer lightere er i virkeligheden en legering hvor blandt andet cerium indgår.
Cerium(IV)oxid anvendes i stigende grad som katalysator i selvrensende ovne og indenfor olieraffinering, og som tilsætningsstof i glassorter hvor det, sammen med andre ceriumforbindelser, blandt andet regulerer glassets farve og ultraviolette egenskaber. I glasindustrien bruges cerium(IV)oxid også som polermiddel i fremstillingen af optiske komponenter.

## Forekomst og udvinding
Cerium er det mest udbredte grundstof blandt de såkaldte sjældne jordarter, idet det ikke er så sjældent endda — Jordens skorpe indeholder 46 ppm, eller 0,0046 % cerium. Det udvindes primært fra mineralerne monazit og bastnasit, men findes også naturligt i form af allanit, hydroxylbastnasit, rhabdofan og synchysit — der er forekomster nok til at forsyne os med cerium og andre sjældne jordarter i mange år fremover.